# 湖南中医药大学
湖南中医药大学（英語：Hunan University of Chinese Medicine）坐落在湖南省长沙市，拥有三个校区：东塘校区、含浦校区、湘阴新校区，是一所科研、医疗、校办产业结合的综合型大学，也是湖南省属重点本科大学。

## 历史
湖南中医药大学前身是1934年建立的“湖南国医高等专科学校”，1960年改做“湖南中医学院”，1990年原“湖南科技大学”成建制并入湖南中医学院，2006年更名“湖南中医药大学”，同年在长沙市含浦区建立新校区。湖南中医药大学与“湖南省中医药研究院”实行校院合一的管理体制。

## 现状
学校现有含浦校区、东塘校区2个校区，占地面积1271亩，校舍建筑面积48万平方米。下设11个学院、3个部、10个研究所、6个中心、1个图书馆、11所附属医院、3个校办合资企业。

## 院系设置
湖南中医药大学的11个下属学院分别为：
- 基础医学院
- 第一中医临床学院
- 第二中医临床学院
- 中西医结合学院
- 针灸推拿学院
- 药学院
- 人文与管理学院
- 信息科学与工程学院
- 医学院
- 护理学院
- 国际教育学院
- 护理学院
- 社会科学部
- 体育艺术部
- 湘杏学院
- 成人教育学院
- 研究生院

## 学校专业
湖南中医药大学分为21个本科专业。

| - 中医学 - 中西医临床医学 - 针灸推拿学 - 中药学 - 药学 - 药物制剂学 - 医学影像学 - 护理学 - 临床医学 - 口腔医学 | - 医学检验学 - 应用心理学 - 计算机科学与技术 - 公共事业管理 - 市场营销 - 制药工程 - 生物工程 - 英语 - 中药资源与开发 - 康复治疗学 - 食品科学与工程 |

## 附属医院
湖南中医药大学的11所附属医院分别为：
- 第一附属医院
- 第二附属医院
- 附属中西医结合医院
- 附属第二人民医院
- 附属岳阳中医院
- 附属常德医院
- 附属衡阳医院
- 附属浏阳医院
- 附属宁乡医院
- 附属福田中医院
- 附属河南省洛阳正骨医院

## 附属研究所
湖南中医药大学的10个研究所分别为：
- 中医诊断研究所
- 针灸经络研究所
- 中西医结合研究所
- 中药开发研究所
- 医史文献研究所
- 中医内科病研究所
- 中医外伤病研究所
- 中医五官科病研究所
- 药膳食疗研究所
- 高等教育研究所

## 科研机构
湖南中医药大学的6个科研中心分别为：
- 全国肝病中医医疗中心
- 全国眼底病中医医疗中心
- 全国皮肤疮疡病中医医疗中心
- 湖南中药超微工程研究中心
- 湖南国际针灸培训中心
- 现代教育技术中心

## 下属企业
- 科技开发总公司
- 湖南春光中药饮片有限公司
- 湖南国华制药有限公司

## 学术期刊
- 湖南中医药大学学报
- 湖南中医杂志
- 东方药膳杂志

## 学校建筑
- 图书馆
- 办公楼
- 国际教育学院
- 教学楼
- 职工小区
- 体育馆
- 学生食堂
- 综合楼
- 凉亭假山